# The Constant Gardener
The Constant Gardener és una pel·lícula del 2005 dirigida per Fernando Meirelles, coproducció anglesa, alemanya i kenyana, i amb la que Rachel Weisz va guanyar un Oscar a la millor actriu secundària. Està basada en la novel·la homònima de John le Carré (2000), traduïda al català com "El jardiner constant".

## Argument
Justin Quayle (Fiennes) és un diplomàtic britànic destinat a Kenya, la seva dona, Tessa Rachel Weisz, és assassinada al costat d'un home sospitós de ser el seu amant, un activista defensor dels drets humans de la regió.

## Crítica
El salt a Hollywood del cineasta brasiler Fernando Meirelles, després de l'èxit de la seva meravellosa Cidade de Deus. El director va triar una novel·la de John le Carré i va comptar amb dos actors britànics de primer ordre, com Ralph Fiennes i Rachel Weisz. La cinta va ser nominada als Oscars a la millor banda sonora, guió adaptat i muntatge, i Weisz es va emportar l'estatueta a la millor actriu secundària. El director va haver de lluitar per rodar la pel·lícula a Kenya (on transcorre l'acció de la novel·la original) en lloc de fer-ho a Sud-àfrica (on està radicada la major part de la indústria del cinema del continent negre). El personatge de la Tessa Quayle estava basat en el de la famosa activista Yvette Pierpaoli, que va morir juntament amb dos companys quan el camió en què viatjava va patir un sospitós accident a Albània. Le Carré va escriure la novel·la en la seva memòria.

## Repartiment
- Ralph Fiennes: Justin Quayle
- Rachel Weisz: Tessa Quayle
- Hubert Koundé: Dr. Arnold Bluhm
- Danny Huston: Sandy Woodrow
- Daniele Harford: Miriam
- Gerard McSorley: Sir Kenneth 'Kenny' Curtiss
- Bill Nighy: Sir Bernard Pellegrin
- Pete Postlethwaite: Dr. Lorbeer / Dr. Brandt

## Al voltant de la pel·lícula
La pel·lícula es va rodar en els poblats de Kibera i Loiyangalani, a Kènia. Les condicions de pobresa van afectar tant als participants del film, que aquests van crear una organització anomenada "Constant Gardener Trust", que ofereix una educació bàsica en aquests poblats. Weisz, Fiennes i Le Carré són patrons de la fundació.